# Cleppé
Cleppé és un municipi francès situat al departament del Loira i a la regió d'Alvèrnia-Roine-Alps. L'any 2007 tenia 552 habitants.

## Demografia

### Població
El 2007 la població de fet de Cleppé era de 552 persones. Hi havia 208 famílies de les quals 40 eren unipersonals (28 homes vivint sols i 12 dones vivint soles), 80 parelles sense fills, 80 parelles amb fills i 8 famílies monoparentals amb fills.
La població ha evolucionat segons el següent gràfic:
Habitants censats

### Habitatges
El 2007 hi havia 250 habitatges, 216 eren l'habitatge principal de la família, 21 eren segones residències i 13 estaven desocupats. 245 eren cases i 5 eren apartaments. Dels 216 habitatges principals, 165 estaven ocupats pels seus propietaris, 40 estaven llogats i ocupats pels llogaters i 11 estaven cedits a títol gratuït; 7 tenien dues cambres, 16 en tenien tres, 67 en tenien quatre i 126 en tenien cinc o més. 168 habitatges disposaven pel capbaix d'una plaça de pàrquing. A 86 habitatges hi havia un automòbil i a 114 n'hi havia dos o més.

### Piràmide de població
La piràmide de població per edats i sexe el 2009 era:
| Homes | Edats   | Dones |
| ----- | ------- | ----- |
| 0     | 95 o +  | 0     |
| 0     | 90 a 94 | 0     |
| 0     | 85 a 89 | 4     |
| 0     | 80 a 84 | 0     |
| 20    | 75 a 79 | 8     |
| 4     | 70 a 74 | 4     |
| 20    | 65 a 69 | 4     |
| 4     | 60 a 64 | 16    |
| 12    | 55 a 59 | 8     |
| 24    | 50 a 54 | 20    |
| 16    | 45 a 49 | 12    |
| 28    | 40 a 44 | 12    |
| 12    | 35 a 39 | 24    |
| 20    | 30 a 34 | 28    |
| 12    | 25 a 29 | 12    |
| 8     | 20 a 24 | 0     |
| 16    | 15 a 19 | 24    |
| 8     | 10 a 14 | 16    |
| 12    | 5 a 9   | 20    |
| 4     | 0 a 4   | 12    |

## Economia
El 2007 la població en edat de treballar era de 368 persones, 284 eren actives i 84 eren inactives. De les 284 persones actives 267 estaven ocupades (144 homes i 123 dones) i 17 estaven aturades (4 homes i 13 dones). De les 84 persones inactives 32 estaven jubilades, 27 estaven estudiant i 25 estaven classificades com a «altres inactius».

### Ingressos
El 2009 a Cleppé hi havia 218 unitats fiscals que integraven 572,5 persones, la mediana anual d'ingressos fiscals per persona era de 19.067 €.

### Activitats econòmiques
Dels 31 establiments que hi havia el 2007, 1 era d'una empresa extractiva, 2 d'empreses alimentàries, 1 d'una empresa de fabricació de material elèctric, 6 d'empreses de construcció, 6 d'empreses de comerç i reparació d'automòbils, 3 d'empreses de transport, 5 d'empreses d'hostatgeria i restauració, 2 d'empreses immobiliàries, 3 d'empreses de serveis, 1 d'una entitat de l'administració pública i 1 d'una empresa classificada com a «altres activitats de serveis».
Dels 12 establiments de servei als particulars que hi havia el 2009, 2 eren tallers de reparació d'automòbils i de material agrícola, 2 paletes, 2 lampisteries, 1 electricista, 3 restaurants, 1 agència immobiliària i 1 saló de bellesa.
L'any 2000 a Cleppé hi havia 18 explotacions agrícoles que ocupaven un total de 1.008 hectàrees.

## Equipaments sanitaris i escolars
El 2009 hi havia una escola elemental.

## Poblacions més properes
El següent diagrama mostra les poblacions més properes.